# Hansi Berger
Hansi Berger (bürgerlich Johann Berger; * 24. Dezember 1992 in Ainring) ist ein Moderator und Musiker der volkstümlichen Szene aus dem deutschen Landkreis Berchtesgadener Land. Hansi Berger singt volkstümliche Lieder sowie Schlager.

## Karriere und Auftritte
Das erste Mal war Berger mit vier Jahren im Fernsehen als Gast in einer ARD-Volksmusikshow von Carmen Nebel. Es folgten Auftritte bei Wenn die Musi spielt, Achims Hitparade und Wernesgrüner Musikantenschenke. Insgesamt war er drei Mal bei Karl Moiks Musikantenstadl. Mit seinem Titel Hallo i bin’s, da Hansi eröffnete er als Sechsjähriger den Musikantenstadl in München zum Oktoberfest.
Der Musiker nahm bei Immer wieder sonntags im Jahre 2014 teil und war darüber hinaus bei diversen Fernseh- und Radiosendungen zu Gast.
Im Jahre 2017 präsentierte er das TV-Format Von Klagenfurt nach Berlin auf Folx Music Television. Seit 2017 moderiert er die Musik-Unterhaltungsshow Folx Stadl beim Sender Folx TV. Im Oktober 2018 wurde Hansi Berger gemeinsam mit seiner Moderationskollegin mit dem „TOP OF THE MOUNTAINS AWARD“ ausgezeichnet in der Kategorie „Best Duett“.
Im April 2020 veröffentlichte er die Single Auf die Tage die vor uns liegen. Es wurde zugleich ein Musikvideo veröffentlicht wo prominente Gäste zu sehen sind, wie beispielsweise Willi Gabalier.

### Privates
Von 2018 bis 2020 war er mit der Schlagersängerin Lara Bianca Fuchs liiert.

### Unternehmerische Tätigkeiten
Hansi Berger betreibt im Berchtesgadener Land folgende Hotels und Gasthäuser: in Ainring das Hotel Rupertihof und das Gasthaus Ulrichshögel sowie in Anger den Klosterwirt Höglwörth.

## Diskografie

### Alben
- 2015: Juchee!
- 2017: Vanessa
- 2018: Lügen haben schöne Beine

### Singles & EPs
- 2014: Die Zeiten, die san anders word'n
- 2016: Koa Bier
- 2016: Du da du (wenn der Kugelschreiber rollt)
- 2017: Vanessa (feat. Richard Lugner)
- 2019: Vanessa 2.0
- 2020: Auf die Tage die vor uns liegen

## Auszeichnungen
- 2018: Top of the Mountains - Award „Best Duett“[8]